# Майта Капак
Ма́йта Ка́пак (кечуа Mayta Qhapaq, исп. Mayta Cápac) — Инка Капак (около 1290), четвёртый правитель государства инков. 

## Происхождение
Представитель династии Урин Куско, сын и наследник Льоке Юпанки, отец пятого Инки Капак Юпанки.

## Биография
Легенды характеризуют его как великого воина, подчинившего территории до озера Титикака, Арекипы, и Потоси, хотя территория его княжества все еще ограничивалась долиной Куско. Также, его военным достижением было покорение алькависа (кечуа Allkawisa, исп. Allcahuiza) — другого племени в долине.

## Семья
Жена Майта Капака — Мама Танкарий Ячий (кечуа Mama Tankariy Yachiy).